# Incanotus amorii
Incanotus amorii är en insektsart som först beskrevs av Bolívar, I. 1881.  Incanotus amorii ingår i släktet Incanotus och familjen vårtbitare. Inga underarter finns listade i Catalogue of Life.